# Scream (album van Michael Jackson)
Scream is een compliatiealbum van de Amerikaanse popster Michael Jackson. Het album werd internationaal uitgebracht op 29 september 2017 en is de elfde postuumuitgave door Sony en Motown sinds Jackson zijn overlijden in 2009. De nummers op Scream zijn gebaseerd op een Halloween thema, aangevuld met populaire hits van Jackson.
De titel van het album komt voort uit het gelijknamige single die Michael Jackson samen met zijn zus Janet Jackson in 1995 uitbracht. Het nummer werd destijds een wereldwijd succes en is ook aanwezig op de tracklist van het album.

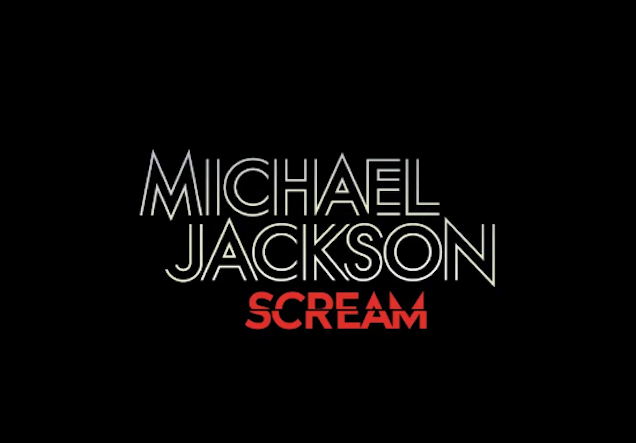
Typografie voor Scream

## Promotie
Op 7 augustus 2017 kondigde de Estate of Michael Jackson aan dat een 3D versie van Jackson zijn muziekvideo voor Thriller in première zou gaan op het 74ste Filmfestival van Venetië. Na de exclusieve vertoning volgde op 6 september een korte promotievideo op de Facebookpagina en het YouTube kanaal van Jackson waarin Scream werd aangekondigd. Later diezelfde dag werd via diverse media duidelijk welke nummers op het album zouden verschijnen, en werd de Halloween-gecentreerde thematiek officieel bevestigd
Ter promotie van het album werd Blood On The Dance Floor x Dangerous (The White Panda Mash-Up), een nieuwe mash-up remix, op 6 september uitgebracht. In eerste instantie was het nummer enkel beschikbaar op Shazam, maar werd dezelfde dag ook geplaatst op iTunes en Amazon als lead-single voor Scream. Blood On The Dance Floor x Dangerous bevat elementen van de nummers Blood On The Dance Floor, Dangerous, This Place Hotel, Leave Me Alone en Is It Scary. Verder werd Thriller (Steve Aoki Midnight Hour Remix) op 29 september 2017 digitaal uitgegeven en promoot, echter niet als officiële single van het album. Deze remix van Thriller is dan ook niet terug te vinden op de tracklist van Scream.
Een limited edition versie van het album werd op vinyl uitgegeven. De tracklist is op deze versie hetzelfde, maar de LP zit verpakt in een speciale glow in the dark albumhoes.

## Verkoopcijfers en hitlijsten
Scream was wereldwijd een bescheiden succes en belandde in veel landen op de nationale album hitlijst. In België (Vlaamse hitlijst), Spanje en het Verenigd Koninkrijk bereikte het album een top 10-positie, in alle drie de landen met een negende plek. In Nederland behaalde het album een 30ste plek in de Album Top 100. In het Verenigd Koninkrijk ontving Scream op 7 april 2023 zilveren certificering voor de verkoop van 60.000 exemplaren. De Blood On The Dance Floor x Dangerous remix had geen succes op de grote hitlijsten; het nummer werd voornamelijk promoot voor het genereren van bekendheid in discotheken.

## Tracklist
| Scream tracklist (alle uitgaven) | Scream tracklist (alle uitgaven)                                                                 | Scream tracklist (alle uitgaven)                                                                          |
| No.                              | Titel                                                                                            | Tekstschrijvers                                                                                           |
| -------------------------------- | ------------------------------------------------------------------------------------------------ | --- |
| 1                                | "This Place Hotel" (a.k.a. Heartbreak Hotel) (Door The Jacksons, bevat zang van Michael Jackson) | Michael Jackson                                                                                           |
| 2                                | "Thriller"                                                                                       | Rod Temperton                                                                                             |
| 3                                | "Blood On The Dance Floor"                                                                       | Jackson, Teddy Riley                                                                                      |
| 4                                | "Somebody's Watching Me" (Door Rockwell, bevat zang van Michael Jackson)                         | Kennedy Gordy                                                                                             |
| 5                                | "Dirty Diana"                                                                                    | Jackson                                                                                                   |
| 6                                | "Torture" (Door The Jacksons, bevat zang van Michael Jackson)                                    | Jackie Jackson, Kathleen Wakefield                                                                        |
| 7                                | "Leave Me Alone"                                                                                 | Jackson                                                                                                   |
| 8                                | "Scream" (Duet tussen Michael Jackson en Janet Jackson)                                          | Michael Jackson, Janet Jackson, James Harris III, Terry Lewis                                             |
| 9                                | "Dangerous"                                                                                      | Jackson, Bill Bottrell, Riley                                                                             |
| 10                               | "Unbreakable" (Met The Notorious B.I.G.)                                                         | Jackson, Rodney Jerkins, Fred Jerkins III, LaShawn Daniels, Nora Payne, Robert Smith, Christopher Wallace |
| 11                               | "Xscape"                                                                                         | Jackson, Rodney Jerkins, Fred Jerkins III, Daniels                                                        |
| 12                               | "Threatened"                                                                                     | Jackson, Rodney Jerkins, Fred Jerkins III, Daniels                                                        |
| 13                               | "Ghosts"                                                                                         | Jackson, Riley                                                                                            |
| 14                               | "Blood On The Dance Floor x Dangerous" (The White Panda Mash-Up)                                 | Jackson, Bottrell, Riley, Harris III, Lewis                                                               |